# Миркин, Дэвид
Дэвид Миркин (англ. David Mirkin, родился 18 сентября 1955) — американский кинорежиссёр, сценарист и продюсер. Известен как продюсер мультсериала «Симпсоны». Родом из Филадельфии, выпускник университета Лойолы Меримаунт. Обладатель четырёх премий «Эмми».

## Ранние годы
Родился и вырос в Филадельфии, окончил школу в 1975 году. Начал свою карьеру как электротехник, но после стажировки в университете Drexel (Филадельфия) решил отказаться от этого. Он переехал в Лос-Анджелес, Калифорния и стал посещать киношколу.

## Карьера
Миркин начал как комик в 1982 году в США, в комедийных историях (где он регулярно) импровизировал. Его первая шутка, используемая в его стоячей рутине, была, «это — только я, или все выкашливали кровь в последнее время?»

## Фильмография

### Режиссёр
- 1982 — 1990 — «Ньюхарт» / Newhart
- 1997 — «Роми и Мишель на встрече выпускников» / Romy and Michele’s High School Reunion
- 2001 — «Сердцеедки» / Heartbreakers
- 2010 — «Спортивная вдова» / Sports Widow

### Продюсер
- 1989 — 2009 — Симпсоны / The Simpsons
- 1982 — 1990 — Ньюхарт / Newhart

### Сценарист
- 1977 — 1984 — Трое — это компания / Three’s Company
- 1982 — 1990 — Ньюхарт / Newhart
- 2007 — Симпсоны в кино / The Simpsons Movie

### Актёр: Играет самого себя
- 2010 — The Simpsons 20th Anniversary Special - In 3-D! On Ice!

## Личная жизнь
Дэвид Миркин является вегетарианцем.